# Kilianskirche
Kilianskirche (unter dem Patrozinium des heiligen Kilian) ist der Name folgender Kirchen:

## Deutschland
Kilianskirchen in Deutschland, sortiert nach (1.) Gemeinden/Städten und (2.) Ortsteilen:

### A – E
- Ahorn (Baden), OT Berolzheim: St. Kilian (Berolzheim), Baden-Württemberg, rk
- Am Ettersberg: St. Kilian (Stedten), Thüringen, ev
- Artern, OT Schönfeld: St. Kilian (Schönfeld), Thüringen, ev
- Aschaffenburg: St. Kilian (Aschaffenburg), Bayern, rk
- Aschersleben OT Schackstedt: St.-Kilians-Kirche (Schackstedt), Sachsen-Anhalt, ev
- Assamstadt, Baden-Württemberg
  - Alte Kilianskirche (Assamstadt), rk
  - St. Kilian (Assamstadt), rk
- St. Kilian und Maria Magdalena (Augsfeld)
- St. Kilian (Azendorf)
- Bad Friedrichshall:
  - OT Duttenberg: St. Kilian (Duttenberg)
  - OT Hagenbach: Kilianskirche (Hagenbach)
- Bad Heilbrunn: St. Kilian (Bad Heilbrunn)
- Bad Lausick: St.-Kilian-Kirche (Bad Lausick)
- Bad Liebenstein: St. Kilian (Bad Liebenstein)
- Bad Mergentheim: St. Kilian (Markelsheim)
- Bad Rodach: St. Kilian (Oettingshausen)
- Bad Salzuflen-Schötmar
  - Kilianskirche (Schötmar) (evangelisch-reformiert)
  - St. Kilian (Schötmar) (katholisch)

- Bad Staffelstein: St. Kilian und Georg (Bad Staffelstein)
- Bad Windsheim: St. Kilian (Bad Windsheim)
- Berlstedt: St. Kilian (Stedten)
- Blankenbach: St. Kilian und St. Bonifatius (Blankenbach)
- Boxberg (Baden)
  - OT Schweigern: St. Kilian (Schweigern)
  - OT Unterschüpf: St. Kilian (Unterschüpf)
- Bietigheim-Bissingen: Kilianskirche (Bissingen)
- Brakel: Kapuzinerkirche (Brakel) (St. Franziskus und St. Kilian)
- Braunsbach, OT Orlach: St. Kilian (Orlach)
- Bretzfeld, OT Waldbach: Kilianskirche (Waldbach)
- Büren, OT Brenken: St. Kilian (Brenken)
- Dankmarshausen: St. Kilian (Dankmarshausen)
- Dettelbach, OT Neusetz: Mariä Himmelfahrt und St. Kilian, Kolonat und Totnan (Neusetz)
- Dettelbach, OT Schnepfenbach: St. Kilian (Schnepfenbach)
- Dittelbrunn, OT Holzhausen: St. Kilian
- Dürnau: St. Cyriakus und St. Kilian
- Ebersburg, OT Ried: St. Kilian (Ried)
- Emskirchen:
  - OT Dürrnbuch: St. Kilian (Dürrnbuch)
  - OT Emskirchen: St. Kilian (Emskirchen)
- Erftstadt: St. Kilian (Lechenich)
- Erfurt (OT Gispersleben): St. Kiliani (Gispersleben)

### F – K
- Feuchtwangen, OT Zumhaus: St. Kilian (Zumhaus)
- Fichtenberg: St. Kilian (Fichtenberg)
- Fladungen: St. Kilian (Fladungen)
- Frankenblick, OT Effelder: St. Kilian (Effelder)
- Geslau: St. Kilian (Geslau)
- Goslar (OT Hahndorf): St. Kilian (Hahndorf)
- St. Kilian (Gröningen)
- Gutenstetten, OT Reinhardshofen: St. Kilian (Reinhardshofen)
- Guxhagen, OT Büchenwerra: Kilianskapelle Büchenwerra
- Hagenbüchach: St. Kilian
- Hallstadt (bei Bamberg): St. Kilian (Hallstadt)
- Haßfurt: St. Kilian (Haßfurt)
- Heilbronn:
  - Kilianskirche (Heilbronn)
  - OT Böckingen: St. Kilian (Böckingen)
- Hemmersheim: St. Kilian (Hemmersheim)
- Hörsel, OT Laucha: St. Kilian (Laucha)
- Höxter: St. Kiliani (Höxter)
- Ilshofen
  - OT Oberaspach Kilianskirche (Oberaspach)
- Ipsheim OT Oberndorf: St. Kilian (Oberndorf)
- Iserlohn: St. Kilian (Letmathe)
- Kaltennordheim: Kilianskirche (Kaltennordheim)
- Kleinlangheim OT Atzhausen: St. Kilian (Atzhausen)
- Königheim
  - OT Brehmen: St. Kilian (Brehmen)
  - OT Pülfringen: St. Kilian (Pülfringen)
- Korbach: St. Kilian (Korbach)

### L – Z
- St. Kilian (Laucha), Laucha (Thüringen)
- Lauda-Königshofen, OT Beckstein: St. Kilian (Beckstein)
- Lichtenau: St. Kilian (Lichtenau)
- Lügde: St. Kilian (Lügde)
- Mainhausen, OT Mainflingen St. Kilian (Mainflingen)
- Mainz, OT Kostheim: St. Kilian (Mainz)
- Marburg: Kilianskapelle (Marburg)
- Marienmünster: St. Kilian (Vörden)
- Markt Erlbach: St. Kilian (Markt Erlbach)
- Marktbergel: St. Kilian (Marktbergel)[1]
- Massenbachhausen: St. Kilian (Massenbachhausen)
- Meeder, OT Oettingshausen: St. Kilian (Oettingshausen)
- Mellrichstadt: Stadtpfarrkirche St. Kilian
- Michelstadt: Kilianskapelle (Michelstadt)
- Möckmühl: St. Kilian (Möckmühl)
- Mühlhausen/Mittelfranken: St. Maria und Kilian (Mühlhausen)
- Mühlhausen/Thüringen: St. Kiliani (Mühlhausen)
- Mulfingen: St. Kilian (Mulfingen)
- Mundelsheim: Kilianskirche (Mundelsheim)
- Neudenau
  - OT Herbolzheim: Alte Kirche St. Kilian (Herbolzheim)
  - OT Herbolzheim: St. Kilian (Herbolzheim)
- Nierstein: St. Kilian (Nierstein)
- Nomborn: St. Kilian (Nomborn)
- Nüdlingen: St. Kilian (Nüdlingen)
- Oberdachstetten, OT Berglein: St. Kilian und Kunigunde (Berglein)
- Oberelsbach: St. Kilian (Oberelsbach)
- Oberickelsheim, OT Rodheim: St. Kilian (Rodheim)
- Obersulm, OT Sülzbach: Kilianskirche (Sülzbach)
- Oftersheim: St. Kilian (Oftersheim)
- Ohrenbach, OT Oberscheckenbach: St. Kilian (Oberscheckenbach)
- Osterburken: Kilianskirche (Osterburken) und St.-Kilians-Kapelle (Osterburken)
- Paderborn: Kilianskirche (Paderborn)
- Pfarrweisach: St. Kilian (Pfarrweisach)
- Poppenhausen, Ortsteil Maibach: St. Kilian (Maibach)
- Pretzfeld: St. Kilian (Pretzfeld)
- Rauhenebrach, OT Fabrikschleichach: St. Kilian und Gefährten (Fabrikschleichach)
- Regensburg, Platz Am Frauenbergl südlich vom Domplatz: ehemalige Kilianskapelle mit Kiansbrunnen, erbaut deutlich vor 1380. 1745 Abbruch bis auf die Sakristei und Neubau eines Gartensaals. 1895 Abbruch von Sakristei und Gartensaal für den Neubau des Gebäudes der Dompost.[2]
- Römhild, OT Bedheim: St. Kilian (Bedheim)
- Röttingen: St. Kilian und Gefährten (Röttingen)
- Sachsenhausen: St. Kilian (Sachsenhausen)
- Sandberg, OT Kilianshof: St. Kilian (Kilianshof)
- Schefflenz, OT Oberschefflenz: St. Kilian (Schefflenz)
- Schenklengsfeld, OT Hilmes: Kilianskirche (Hilmes)
- Scheßlitz: St. Kilian (Scheßlitz)
- Schillingsfürst: St. Kilian (Schillingsfürst)
- Schleusingen: St. Kilian (St. Kilian)
- Schöntal: St. Kilian (Bieringen)
- Schweinfurt: St. Kilian (Schweinfurt)
- Seck: St. Kilian (Seck)
- Seßlach, OT Dietersdorf: St. Kilian (Dietersdorf)
- Simmershofen, OT Equarhofen: St. Kilian (Equarhofen)
- Stadtlauringen, OT Wettringen: St. Kilian (Wettringen)
- St. Kilian: St. Kilian (St. Kilian)
- Suhl: St. Kilian (Suhl)
- Talheim (Landkreis Heilbronn): Kilianskirche (Talheim)
- Theres, OT Untertheres: St. Kilian (Untertheres)
- Trappstadt, OT Alsleben: St. Kilian (Alsleben)
- Udestedt: St.-Kilian-Kirche (Udestedt), Thüringen
- Untermünkheim: Kilianskirche (Untermünkheim)
- Usseln: Kilianskirche (Usseln)
- Warburg, OT Welda: St. Kilian (Welda)
- Wasserlosen, OT Wülfershausen, Landkreis Schweinfurt: St. Kilian und Vitus (Wülfershausen)
- Weisendorf, OT Kairlindach, Landkreis Erlangen-Höchstadt: St. Kilian (Kairlindach)
- Weißensee: St. Kilian (Ottenhausen)
- Werdohl: Kilianskirche (Werdohl)
- Wertheim: Kilianskapelle (Wertheim)
- Westhausen: St. Kilian (Westhausen), Thüringen
- Wiesbaden: St. Kilian (Wiesbaden)
- Willebadessen, OT Löwen: St. Kilian (Löwen)
- Würzburg:
  - Würzburger Dom (St. Kiliansdom)
  - St. Kilian (Pfarrkirche des Juliusspitals)
- Wüstenrot: Kilianskirche (Wüstenrot)

## Österreich
Oberösterreich
- Pfarrkirche Oberwang
- Filialkirche Sarmingstein
- Pfarrkirche Wartberg an der Krems

Tirol
- Gedächtniskapelle Unterlesach

Vorarlberg
- Pfarrkirche Koblach

## Schweiz
- St. Kilian in Bütschwil-Ganterschwil